# La Storia (romanzo)
La Storia è un romanzo storico del 1974 scritto da Elsa Morante. Considerata come una delle sue opere più conosciute, ma allo stesso tempo anche criticate e discusse. Il romanzo venne pubblicato nel giugno del 1974 nella collana Gli Struzzi dalla casa editrice Einaudi.
L'autrice impiegò almeno tre anni per comporla e volle che fosse data alle stampe direttamente in edizione tascabile, in brossura e a basso costo. L'uscita, programmata prima delle ferie estive, fu preceduta da una non usuale campagna promozionale sui quotidiani italiani, come non comune fu la scelta dell'editore di stampare la prima edizione con una tiratura di 100.000 copie. La copertina, che nella prima edizione riportava la fotografia di un bambino morto durante la guerra civile spagnola, fu successivamente sostituita da una di un bambino vivo tra le macerie della guerra.
È un romanzo corale, ambientato nella Roma  tra gli anni fra il 1941 e il 1947, in cui gli eventi della seconda guerra mondiale e dell'immediato dopoguerra sono mostrati con gli occhi dei protagonisti e della popolazione ferita: sono infatti descritti ora con crudo realismo, ora anche con una marcata visionarietà poetica, i quartieri romani martoriati dai bombardamenti e le borgate di periferia affollate da nuovi e vecchi poveri (San Lorenzo, Testaccio, Pietralata, il ghetto ebraico di Roma) e le alture dei vicini Castelli Romani, in cui si muovono le formazioni partigiane di opposizione al nazifascismo e alcuni dei protagonisti della vicenda che scandisce la narrazione come un naturale fil rouge.

## Trama
(La Storia, sottotitolo di copertina della prima edizione)

### La famiglia di Ida e la vita a San Lorenzo
Roma. Un giorno di gennaio dell'anno 1941 Gunther, giovanissimo militare del Reich ubriaco, vaga per le strade romane alla ricerca di un bordello. Durante la sua (infruttuosa) ricerca, incontra una donna, la maestra trentasettenne Ida Ramundo (ebrea per parte di madre), vedova Mancuso e madre di un turbolento ragazzo quindicenne di nome Antonio Mancuso, soprannominato Nino: il soldato violenta la donna, lasciandola incinta.
Dalla gravidanza nascerà Giuseppe, ribattezzato "Useppe" da suo fratello Nino. Di Gunther, che poco dopo perirà a bordo del convoglio aereo destinato al trasporto delle truppe tedesche in Africa, la donna non avrà più alcuna notizia. La diffidenza di Ida nei confronti del soldato tedesco è giustificata dalla sua storia famigliare: Ida - che il padre, amante dell'opera lirica, avrebbe voluto chiamare Aida, in omaggio alla protagonista dell'omonima opera di Giuseppe Verdi - è nata a Cosenza trentasette anni prima, figlia unica e molto amata di due maestri di scuola elementare - Giuseppe Ramundo, di origine contadina e di fede anarchica, segretamente dedito al bere, ed Eleonora "Noruzza" Almagià, di origine ebrea. La madre di Ida, peraltro, già ben prima delle leggi razziali aveva sempre nascosto le proprie origini, confidandosene solo col marito e la figlia, e aveva preteso che Ida venisse battezzata dalla Chiesa cattolica proprio per proteggerla da ogni possibile sospetto.
Da bambina Ida è timida e diventerà maestra come i propri genitori - ma soffre di un male misterioso che viene definito  epilessia e questo segreto, così come l'origine ebrea della madre e le opinioni politiche del padre, è custodito gelosamente dalla famiglia. Al termine della prima guerra mondiale Ida conosce un commesso viaggiatore di origine siciliana, Alfio Mancuso, col quale si sposa, andando a vivere a Roma. Poco dopo, agli albori della dittatura fascista, muore il padre, Giuseppe Ramundo, minato dall'abuso di alcol e profondamente sconfortato per il crollo delle sue antiche idee di gioventù. Qualche anno dopo moriranno, a poca distanza l'uno dall'altra, anche Alfio Mancuso, reduce dalla guerra d'Etiopia e da tempo inconsapevolmente malato di cancro, e Noruzza Almagià che, terrorizzata sempre più dalla campagna contro gli ebrei, ormai anziana e non più lucida, muore annegata nel tentativo impulsivo e sprovveduto di raggiungere la Palestina.
Ida e i suoi figli vivono in una casa di San Lorenzo. Il primogenito Nino è un ragazzo innamorato della vita: fervente fascista (ma solo per braveria: in realtà non ha nessuna idea di cosa sia il fascismo), ostenta scarsa voglia di studiare, linguaggio scurrile da borgata, comportamento spavaldo e sfrontato. Non si avvede della gravidanza di sua madre fino alla nascita del fratellino, ma già dalla prima volta ha uno stupendo rapporto per quanto discontinuo a causa dei continui vagabondaggi dettati dalla sua natura irruenta.
Nel 1943 Nino riesce a entrare a far parte di un battaglione di camicie nere in partenza per il Nord Italia. Qualche giorno dopo, un grosso bombardamento distrugge anche la casa di Ida a San Lorenzo, uccidendo il cane di Nino, Blitz, e lasciando Ida e Useppe senza dimora.

### Il ricovero per gli sfollati a Pietralata
I due trovano alloggio in uno stanzone a Pietralata, destinato a ricovero per gli sfollati, condiviso con un anziano marmoraro comunista, Giuseppe Cucchiarelli (chiamato, per l'inflazione di persone con quello stesso nome, Giuseppe Secondo o, nel linguaggio infantile di Useppe, Eppetondo), proprietario di una gatta di nome Rossella (il cui nome in origine doveva essere Russia, in onore della fede comunista del padrone), e con una famiglia mezzo napoletana e mezzo romana, talmente numerosa da essere soprannominata la famiglia de I Mille.
Un giorno, nello stanzone di Pietralata, giunge il sedicente Carlo Vivaldi, che si presenta come studente bolognese, presumibilmente disertore. Scostante e scortese, manifesta un'estrema timidezza, accompagnata da un'indole forastica e tormentata, che trova sfogo in inquietanti incubi notturni. 
Poco tempo dopo, inaspettatamente, ricompare Nino, non più camicia nera ma partigiano comunista. Il suo soprannome da partigiano è Assodicuori, e con lui ha portato un suo compagno di guerriglia, Oreste Aloisi, detto Quattropunte. L'arrivo dei due mette Giuseppe Secondo in uno stato di eccitazione ideologica, al punto che, sebbene vecchio e malconcio, decide di unirsi alla banda partigiana (chiamata Libera) di cui fa parte Nino, con il nome partigiano di Mosca.
Negli stessi giorni, Ida e Useppe si trovano casualmente ad assistere, alla stazione ferroviaria Tiburtina, alla partenza di un convoglio ferroviario che conduce al campo di concentramento di Auschwitz gli ebrei del ghetto di Roma, arrestati durante il rastrellamento del 16 ottobre 1943. In tale circostanza, Ida assiste alla disperazione di una madre di famiglia, tale Celeste Di Segni, scampata all'arresto, che si precipita in stazione chiedendo e ottenendo di salire sul treno assieme al marito e ai cinque figli, con i quali verrà mandata a morte nelle camere a gas all'arrivo al campo di concentramento di Auschwitz.
Nino, inoltre, durante una cena, riesce a far parlare Carlo Vivaldi, scoprendo che si tratta di un dissidente politico (anarchico), arrestato dalle SS, torturato e miracolosamente fuggito durante la deportazione. Inizialmente restio a unirsi ai partigiani, solo quando riceve la notizia dell'uccisione di tutta la sua famiglia (di origine ebraica e borghese), si unisce alla Libera, prendendo il nome di Piotr e rivelando la sua vera identità: Davide Segre, ebreo benestante.
Finalmente I Mille riescono a tornare nella loro Napoli, lasciando Ida e Useppe soli nello stanzone di Pietralata. La loro solitudine dura poco: in breve nuovi sfollati, avuta notizia di quel luogo, vengono ad abitare lo stanzone.
Il gennaio dell'anno seguente vede la tragica fine dei partigiani Mosca, ossia Giuseppe Secondo, e Quattropunte, il migliore amico di Nino, morti durante le loro imprese, nonché di Maria (o Mariulina), fidanzata di Nino e complice dei partigiani, uccisa dai nazisti assieme alla madre. La morte di Giuseppe Secondo ha, però, un risvolto positivo per Ida: un'eredità di diecimila lire, che si trovavano nascoste all'interno del materasso lasciatole dal vecchio comunista.

### Il nuovo alloggio presso la famiglia Marrocco
Grazie a una sua anziana collega, Ida trova un nuovo alloggio: una stanza in affitto a Testaccio, in via Mastro Giorgio, presso la famiglia Marrocco, nativa della Ciociaria. Questa famiglia è costituita da Filomena, sarta, suo marito Tommaso, portantino all'ospedale San Giovanni, il loro figlio Giovannino (in quel momento in Russia, la cui stanza è quella presa in affitto da Ida) assieme alla sua giovanissima moglie, Annita, che Giovannino ha sposato per procura, e il vecchio padre di Filomena. La casa viene spesso frequentata da Santina, una vecchia prostituta e amica delle Marrocco, che era (a suo dire) in grado di leggere le carte, e per questa sua presunta capacità veniva sempre interpellata dalle appigionanti di Ida sulla sconosciuta sorte di Giovannino (in realtà morto durante la ritirata di Russia).
Un giorno in casa Marrocco arriva Davide (prima conosciuto come Carlo o Piotr), alla ricerca di Nino, che è a Roma, ma senza un recapito preciso. Pochi giorni dopo, infatti, si presenta anche Nino; Useppe si trova però a passeggio con Annita. In questa occasione Nino comunica alla madre, sconvolta, di aver scoperto le sue origini ebree: «A' mà! Che stiamo ancora ai tempi de Ponzio Pilato? Che se fa, se sei giudia? [...] Pure Carlo Marx era giudio!».

### Le prime manifestazioni della malattia di Useppe
Con l'inizio del 1946, a guerra ormai terminata, le notti di Useppe iniziano a essere tormentate da lunghi e spaventosi incubi, provocati in parte dalle atroci immagini di guerra che trova stampate sui giornali. La persistenza degli incubi e dei repentini cambi d'umore del piccolo convincono Ida a portare Useppe da una dottoressa, che gli prescrive un ricostituente, grazie al quale la salute del figlioletto si stabilizza temporaneamente. Qualche tempo dopo, un'altra morte segna il racconto: quella della prostituta Santina, uccisa dal suo magnaccia Nello D'Angeli.
Verso la fine dell'agosto dello stesso anno, Nino, oramai divenuto contrabbandiere (circostanza mai confessata alla madre) si trasferisce per qualche giorno nell'appartamento che Ida ha preso in affitto da poco, portando con sé una magnifica pastora maremmana, di nome Bella, con cui Useppe stringe subito un fortissimo legame. Il 16 novembre Useppe viene colpito da un primo attacco epilettico (malattia ereditata dalla madre). Qualche giorno dopo, un altro avvenimento giunge a minare la già precaria salute psichica di Ida: la morte del primogenito Nino in un incidente stradale, nel corso di un inseguimento della polizia.
La primavera e l'estate del 1947 vedono Useppe e Bella (che, in seguito alla morte di Nino, era rimasta definitivamente con il piccolo Useppe, sua compagna di giochi e balia) «pazziare» per le vie di Roma, lungo il Tevere, fino a scoprire una radura incontaminata, considerata il loro "rifugio segreto". Qui incontrano un adolescente, tale Pietro Scimò, fuggito da un riformatorio. Questo ragazzo sarà il loro unico amico, oltre a Davide Segre, che intanto vive a Roma nella vecchia casa di Santina, ed è costretto a ricorrere alle droghe più diverse per placare i suoi tormenti interiori, dettati in parte dall'odio verso la classe borghese a cui apparteneva, ma anche dal senso di colpa per la morte della sua famiglia (da lui odiata proprio perché emblema della borghesia) e dal rimorso di aver pestato a morte un militare tedesco durante la guerra. Inoltre Useppe incontrerà Patrizia, una fidanzata di Nino che aveva scoperto di essere incinta e per questo era stata abbandonata da lui, con la piccola Ninuccia. Tuttavia Useppe non racconterà mai il fatto alla madre.

### La fine
Sempre sotto gli effetti dell'alcol e di altre droghe, Davide tiene un lungo discorso in un'osteria, in gran parte ignorato dalle persone a cui si rivolge. Di lì a breve, stroncato da un'overdose, Davide muore nel suo appartamento, non prima di aver aggredito verbalmente Useppe (che era andato a trovarlo assieme a Bella) in uno dei suoi accessi violenti. Il maltrattamento subìto sconvolge Useppe al punto da essere colpito da continue ricadute di attacchi epilettici, che lo conducono alla morte. La madre, Ida, che al momento della morte del figlio si trovava a scuola, torna a casa in seguito a un presentimento. Alla vista del figlioletto morto, Ida impazzisce e si chiude in casa per paura che qualcuno glielo porti via: «la ragione, che già da sempre faticava tanto a resistere nel suo cervello incapace e pavido, finalmente aveva lasciato dentro di lei la sua presa». Quando arrivano le autorità, esse si trovano costrette ad abbattere Bella, che si para davanti a loro in atteggiamento aggressivo. Ida viene portata in un ospedale psichiatrico, dove morirà nove anni dopo.

## Opere derivate
Dal romanzo è stata tratta nel 1986 una miniserie televisiva in tre episodi diretta da Luigi Comencini e interpretata da Claudia Cardinale nel ruolo di Ida. Ne sono state distribuite due versioni: una per la prima visione, della durata di 240 minuti, e una per l'anteprima cinematografica, di 135 minuti.
Invece nel 2024 il romanzo viene trasposto in un'altra miniserie televisiva in otto episodi diretta da Francesca Archibugi e con Jasmine Trinca nel ruolo di Ida. Trasmessa in prima serata su Rai Uno, si snoda su quattro episodi andati in onda tra l’8 e il 23 gennaio. 

## Critica letteraria
Il romanzo sin dalla sua uscita rappresentò un caso letterario di cui si dibatté per mesi, non solo in termini letterari, ma anche in termini politici, tanto che la Rai arrivò a trasmettere un dibattito televisivo dedicato al romanzo. 
Alle prime critiche positive, se non entusiaste (Natalia Ginzburg sul Corriere della Sera lo definì Il romanzo più bello di questo secolo), presto se ne accompagnarono di negative, se non vere e proprie stroncature; il poeta Nanni Balestrini scrisse: A noi La Storia non sembra altro che una scontata elegia della rassegnazione, un nuovo discorso delle beatitudini, che l’ideologia della classe sfruttatrice trova del tutto funzionale al proprio attuale progetto economico e la Morante è oltre tutto una mediocre scrittrice.

## Edizioni
- Elsa Morante, La Storia, coll. "Gli struzzi" n. 58, Einaudi, 1974,  pp. 665, cap. 9, ISBN 88-06-03972-5.
- Ead., La Storia. Romanzo, coll. "I millenni", Einaudi, Torino, 1976
- Ead., La Storia. Romanzo, coll. "Supercoralli", Einaudi, Torino, 1986 ISBN 978-88-06-59380-3
- Ead., La Storia. Romanzo, a cura di Alessandra Baiocchi e Maria Pisano, coll. "Einaudi Scuola", Einaudi, Torino, 1993, pp. 731 ISBN 88-286-0107-8
- Ead., La Storia, introduzione di Cesare Garboli, coll. "Einaudi Tascabili" n. 267, Einaudi, 1995 ISBN 978-88-06-13665-9; coll. "SuperET", Einaudi, Torino, 2005 ISBN 88-06-17740-0 ISBN 978-88-06-21964-2
- Ead., La Storia. Romanzo, coll. "La Biblioteca di Repubblica" n. 37, Ed. L'Espresso, Roma, 2002 ISBN 84-8130-534-0
- Ead., La Storia, introduzione di Cesare Garboli, ebook Einaudi, Torino 2013 ISBN 978-88-584-0889-6

### Traduzioni
- trad. portoghese di Wilma Freitas Ronald de Carvalho, A historia (1976)
- trad. norvegese di Signe Marie Sanne, Historien (1976)
- trad. tedesca di Hannelise Hinterberger, La Storia. Roman (1976)
- trad. finlandese di Ulla-Kaarina Jokinen e Elina Suomela, La Storia (1976)
- trad. francese di Michel Arnaud, La Storia. Roman (1977)
- trad. inglese di William Weaver, History: A Novel (1977)
- trad. danese di Jytte Lollesgaard, Historien: en skandale der har varet i 10.000 år (1977)
- trad. turca di Nihâl Önol, Tarih devam ediyor (1977)
- trad. olandese di Frédérique van der Velde, De Geschiedenis (1982)
- trad. giapponese di Chigusa Ken, イーダの長い夜 : ラ . ストーリア / Īda no nagai yoru: ra sutōria (1983)
- trad. svedese di Anne Marie Hansen e Ingalisa Munck, Historien (1984)
- trad. islandese di Troels Møller, Historien (1985)
- trad. serba di Razija Sarajlić, Istorija (1987)
- trad. ungherese di Zoltan Zsámboki, A történelem (1989)
- trad. ceca di Zdeněk Frýbort, Příběh v historii (1990)
- trad. spagnola di Esther Benítez, La Historia: un escándalo que dura diez mil años (1991)
- trad. ebraica di ʻImanuʼel Beʼeri, אלה תולדות / Eleh toldot (1995)
- trad. greca di Ampy Raikou-Stayrou, Ē istoria: mythistorēma (1998)
- trad. persiana di Manouchehr Afssari, Tarikh (2003)
- trad. russa di Ė. Kushkina, История (2005)
- trad. slovena di Dean Rajčić, Zgodovina (2006)
- trad. albanese di Romina Kasharaj "Historia: një skandal i vjetër sa bota" (2019)